# Ophiomyia floccusa
Ophiomyia floccusa este o specie de muște din genul Ophiomyia, familia Agromyzidae, descrisă de Sanabria de Arevalo în anul 1993.
Este endemică în Columbia. Conform Catalogue of Life specia Ophiomyia floccusa nu are subspecii cunoscute.